# جوليا فيسوتسكايا
جوليا ألكساندروفنا فيسوتسكايا (بالروسية: Юлия Александровна Высоцкая؛ من مواليد 16 أغسطس 1973) هي ممثلة ومقدمة برامج تلفزيونية روسية.

## نشأتها
ولدت جوليا فيسوتسكايا في نوفوتشركاسك، روستوف أوبلاست، جمهورية روسيا الاتحادية الاشتراكية السوفيتية، الاتحاد السوفيتي (روسيا حاليًا). أنهت المدرسة الثانوية رقم 9 في مدينة باكو في عام 1990. وتخرجت في الدراما من أكاديمية الدولة البيلاروسية للفنون في عام 1995 وأكاديمية لندن للموسيقى والفنون المسرحية في عام 1998.

## روابط خارجية
- جوليا فيسوتسكايا في قاعدة بيانات الأفلام على الإنترنت